# Блау, Дэвид
Дэвид Блау (англ. David M. Blau; род. 20 апреля 1951, Стейт-Колледж, Пенсильвания) — американский экономист.
Бакалавр колледжа Антиох (1973), магистр (1978) и доктор философии (1980) Висконсинского университета. Работал в Висконсинском университете (1976-80), Йельском университете (1980-82), университете Майами (1982-85), университете Северной Каролины в Чапел-Хилле (1985—2007), университете штата Огайо (2007—2018).
Лауреат премии «За лучшую публикацию» (1999) Немецкого института экономических исследований.

## Основные произведения
- «Динамика рабочей силы пожилых работников» (Labor Force Dynamics of Older Workers, 1994);
- «Эффект дохода в детском развитии» (The Effect of Income on Child Development, 1999).
- Дэвид Блау. Проблема ухода за детьми. Экономический анализ = The Child Care Problem: An Economic Analysis. — Нью-Йорк: Russell Sage Foundation, 2001. — 266 с. — ISBN 9780871541024.